# Pseudohalonectria falcata
Pseudohalonectria falcata är en svampart som beskrevs av Shearer 1989. Pseudohalonectria falcata ingår i släktet Pseudohalonectria och familjen Magnaporthaceae.   Inga underarter finns listade i Catalogue of Life.